# Armansgesäß
Armansgesäß ist eine Wüstung im Bereich der Gemeinde Linsengericht (Hessen) im Main-Kinzig-Kreis im Bundesland Hessen.

## Lage
Armansgesäß liegt 140 m über NN, im westlichen Bereich der Ortslage von Altenhaßlau. Hier existiert am Schandelbach noch der Flurname Im Armengesäß.

## Geschichte
Das Dorf gehörte zum Amt Altenhaßlau, das zur Herrschaft Hanau, später zur Grafschaft Hanau und letztendlich zur Grafschaft Hanau-Münzenberg gehörte. Noch in einer Grenzkarte von 1555 ist das Dorf eingezeichnet. Es muss also erst zu einem späteren Zeitpunkt wüst gefallen sein.
Nach dem Tod des letzten Hanauer Grafen, Johann Reinhard III., 1736, erbte Landgraf Friedrich I. von Hessen-Kassel aufgrund eines Erbvertrages aus dem Jahr 1643 die Grafschaft Hanau-Münzenberg und damit auch das Gebiet des Amtes Altenhaßlau. 1821 kam es, nunmehr im „Kurfürstentum Hessen“ genannten Hessen-Kassel gelegen, bei einer dort durchgeführten grundlegenden Verwaltungsreform zu dem neu gebildeten Landkreis Gelnhausen. Mit der hessischen Gebietsreform ging dieser Landkreis dann 1974 im Main-Kinzig-Kreis auf.

## Historische Namensformen
- Almesgesesser Hof (1515)
- Armansgesees (1555)